# Prințesa Maria Anna de Anhalt-Dessau
Prințesa Maria Anna de Anhalt-Dessau (14 septembrie 1837, Dessau –  12 mai 1906, Friedrichroda) a fost prințesă din Casa de Ascania. A fost al treilea copil al Ducelui de Anhalt, Leopold al IV-lea și a soției acestuia, Prințesa Frederica Wilhelmina a Prusiei.

## Biografie
Bunicii paterni ai Mariei Anna au fost Frederic, Prinț Ereditar de Anhalt-Dessau și Amalie de Hesse-Homburg. Bunicii materni au fost Prințul Louis Carol al Prusiei (fratele regelui Frederic Wilhelm al III-lea al Prusiei) și Frederica de Mecklenburg-Strelitz. Maria Anna a fost sora mai mică a lui Frederic I, Duce de Anhalt și a Agnes, Ducesă de Saxa-Altenburg.

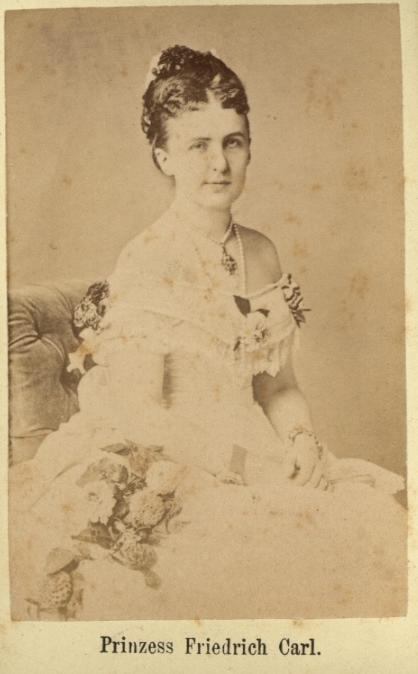
Prințesa Maria Anna de Anhalt-Dessau

La 29 noiembrie 1854 ea s-a căsătorit cu vărul ei de-al doilea, Prințul Friedrich Karl al Prusiei. El era nepot al regelui Frederic Wilhelm al III-lea al Prusiei prin tatăl său, Prințul Carol al Prusiei. Maria Anna și  Friedrich Karl au avut cinci copii:
- Prințesa Marie Elisabeth Luise Friederike a Prusiei (1855-1888); s-a căsătorit prima dată cu Prințul Henric al Țărilor de Jos cu care nu a avut copii și a doua oară cu Prințul Albert de Saxa-Altenburg cu care a avut doi copii.
- Prințesa Elisabeth Anna a Prusiei (1857-1895); s-a căsătorit cu Frederic Augustus al II-lea, Mare Duce de Oldenburg
- Prințesa Anna Victoria Charlotte Augusta Adelheid a Prusiei (n./d. 1858)
- Prințesa Luise Margarete Alexandra Victoria Agnes a Prusiei (1860-1917); s-a căsătorit cu Arthur, Duce de Connaught și Strathearn, fiul reginei Victoria; au avut copii
- Prințul Joachim Carl Wilhelm Friedrich Leopold al Prusiei (1865-1931); s-a căsătorit cu Prințesa Louise Sophie de Schleswig-Holstein-Sonderburg-Augustenburg; au avut copii

Mariajul lor nu a fost unul fericit. După nașterea celei de-a patra fiice, s-a spus că Prințul Friedrich Karl și-a bătut soția pentru că nu i-a dăruit un fiu. Potrivit unei surse, separarea nu a avut loc datorită rugăminții împăratului Wilhelm I.
Maria Anna a fost considerată de contemporani a fi una dintre cele mai frumoase femei ale generației ei. A posedat un talent remarcabil pentru muzică și pictură. În conformitate cu prietena ei, prințesa Catherine Radziwill, Maria Anna era aproape complet surdă "ceea ce o determina să fie extrem de timidă ori de câte ori avea companie".
Soțul ei a murit la 15 iunie 1885. După decesul lui, Maria Anna a părăsit Berlinul pentru Italia, unde a stat în principal la Neapole, Roma și Florența. Curând au apărut zvonuri conform cărora Maria Anna a făcut o căsătorie morganatică cu căpitanul von Wagenheim.
În 1889, singurul lor fiu, Prințul Frederic, s-a căsătorit cu Prințesa Louise Sophie de Schleswig-Holstein-Sonderburg-Augustenburg, sora împărătesei Augusta Viktoria. Maria Anna a murit la 12 mai 1906 la Friedrichroda, la vârsta de 68 de ani.